# When I Look at You
Singles de Miley Cyrus
Hoedown Throwdown
(2009) Can't Be Tamed
(2010)
When I Look at You est une ballade chantée par l'artiste et actrice américaine Miley Cyrus. La chanson est extraite de son album The Time of Our Lives (2009). Elle fait aussi partie de la bande originale du film La Dernière Chanson (The Last Song).
La chanson a atteint à ce jour la place vingt-quatre sur le Canadian Hot 100 et la place seize sur le US Billboard Hot 100. En mars 2010, Miley Cyrus ré-enregistré la chanson, la nouvelle version mettant en vedette David Bisbal. Bisbal chante en espagnol et en anglais. La chanson s'appelle Te Miro a Ti et est utilisé pour la promotion du film dans les pays parlant l’espagnol.

## Historique
Le 1er août 2009, l’auteur-compositeur et producteur musical, John Shanks, a déclaré qu'il travaillait avec Miley Cyrus dans un studio sur une chanson du film, intitulé When I Look at You. When I Look at You, écrit par Shanks et Hillary Lindsey, est utilisé comme le second single de Miley Cyrus extrait de son album The Time of Our Lives. La chanson a été officiellement lancée à la radio le 16 février 2010.

## Critiques
Les critiques ont été jusqu'ici positive, Variety magazine la qualifiant de « presque inévitable hit » et Allmusic d 'Heather Phares a écrit que quand elle chante des ballades Miley Cyrus brille vraiment.

## Clip video

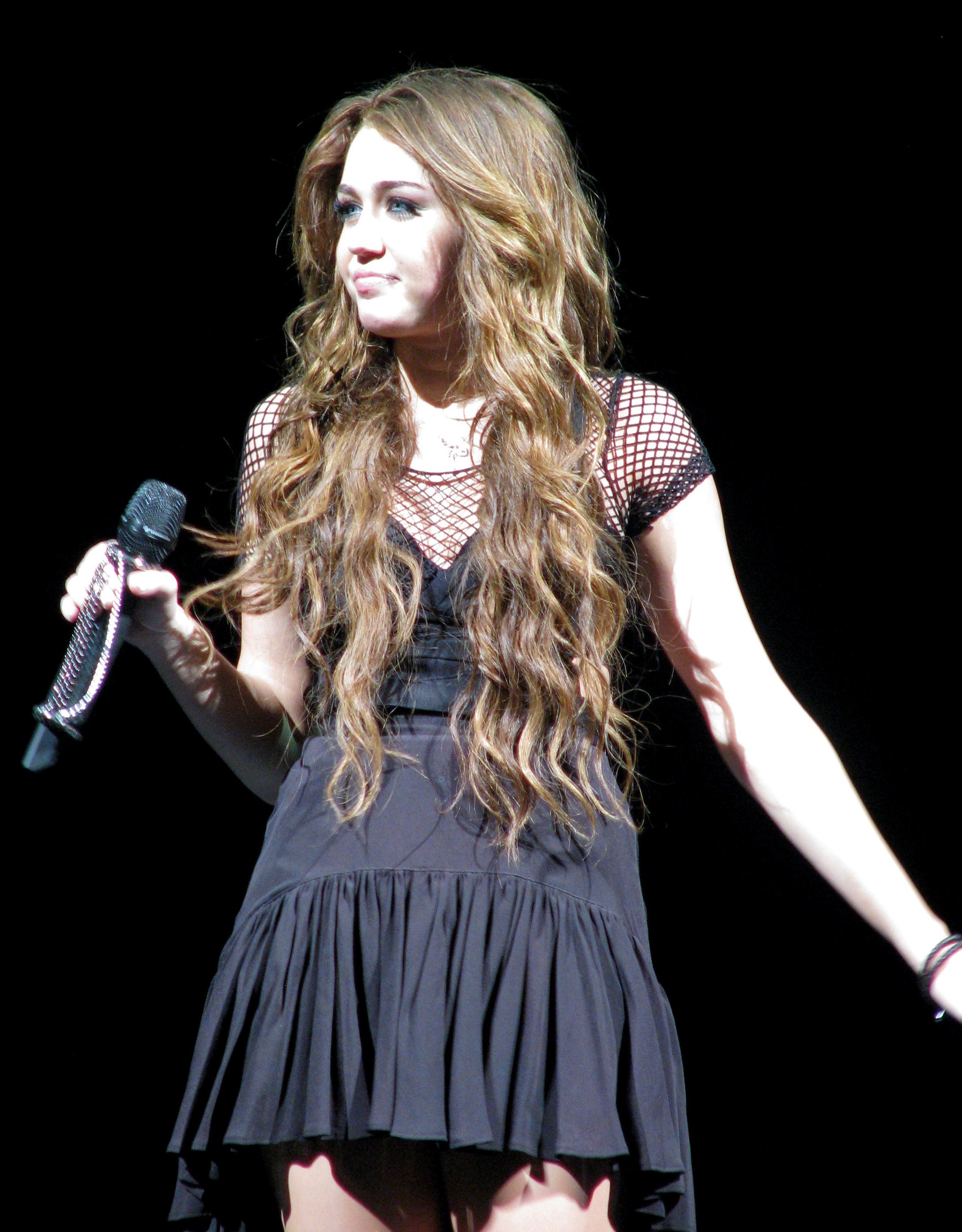
Clip de When I Look at You tourné en 2009

La vidéo de When I Look at You a été réalisé par Adam Shankman, producteur de La Dernière Chanson (The Last Song). Il a été tourné le 16 août 2009 à Savannah, en Géorgie.
La vidéo met en scène Miley Cyrus qui joue du piano et Liam Hemsworth, son partenaire dans le film et dans la vie, dans des endroits différents. Une deuxième version de la vidéo remplace les scènes de Liam Hemsworth par des extraits du film.

## Classements
| Classements (2010)       | Meilleure position |
| ------------------------ | ------------------ |
| Australian Singles Chart | 28                 |
| Canadian Hot 100         | 24                 |
| Irish Singles Chart      | 45                 |
| U.S. Billboard Hot 100   | 16                 |

## Historique des sorties
| Amérique du Nord | 16 février 2010 | Radio          | Hollywood           |
| Roumanie         | 1er mars 2010   | Video Premiere | Universal           |
| Allemagne        | 3 mai 2010      | CD single      | Walt Disney         |
| Royaume-Uni      | 3 mai 2010      | CD single      | Fascination Records |